# Kumbakonam
Kumbakonam (en tamil: கும்பகோணம் ) es una localidad de la India en el distrito de Thanjavur, estado de Tamil Nadu.

## Geografía
Se encuentra a una altitud de 31  a 325 km de la capital estatal, Chennai, en la zona horaria UTC +5:30.
Ciudad Sagrada de la India

## Demografía
Según estimación 2010 contaba con una población de 136 864 habitantes.